# أم كلثوم بنت علي
أم كلثوم بنت علي بن أبي طالب، وأمها فاطمة الزهراء، وهي أصغر حفيدات الرسول محمد. اختلف في اسمها بين رقية وزينب، ومن قال بالأخير أطلق عليها زينب الصغرى تمييزًا لها عن أختها زينب الكبرى، تزوجت عمر بن الخطاب وأنجبت منه ولدين، هما زيد ورقية، وخلف عليها بعد مقتله ابن عمها عون بن جعفر الطيار، ثم أخيه عبد الله بن جعفر. شهدت معركة كربلاء ومقتل شقيقها الحسين وبقية أهلها، وقد اختلف في سنة ومكان وفاتها.

## نسبها
هي أم كلثوم بنت علي بن أبي طالب، وأمها فاطمة الزهراء بنت محمد، وهي حفيدة رسول الله، وهي شقيقة الإمامين الحسن والحسين، وهي عمة الإمام علي زين العابدين.
ترتيبها الرابعة بعد السيدة زينب على المشهور، لكن هناك من يقول بأن ترتيبها الثالثة وأن أم كلثوم أكبر من السيدة زينب.
تذكر بعض المصادر بأن اسمها زينب الصغرى، وروى النسابة العبيدلي: «حدّثنا موسى بن عبدالرحمن، قال : حدّثني موسى بن عبداللّه بن محمّد بن عمر بن عليّ بن أبي طالب، عن أبيه، عن جدّه، قال : وُلدت زينب قبل وفاة النبيّ صلى الله عليه وآله، وسمّتها اُمّها زينب، وكنّاها رسول اللّه صلى الله عليه وآله اُمّ كلثوم .»،
وقيل اسمها رقية، حيث روى القندوزي بسنده عن ربيعة السعدي عن حذيقة: «وهذا الحسين خير الناس أبا وأما وأخا وأختا، أبوه علي، وأمه فاطمة، وأخوه الحسن وأخته زينب ورقية»، وذكر المجدي أيضًا بأن اسمها رقية، حيث قال: «" وزينب ورقية وأمهم فاطمة بنت رسول الله»، وقال في موضع آخر: «خرجت أم كلثوم بنت علي من فاطمة واسمها رقية»، والمشهور بأن اسمها زينب الصغرى، ويذكر بأن رسول الله كناها بأم كلثوم لشبهها بخالتها أم كلثوم بنت رسول الله، ووصفها النسابة العبيدلي بزينب الوسطى.

## ولادتها
هناك خلاف في تاريخ ولادة أم كلثوم، فيذهب البعض بأنها ولدت سنة 6 هـ ومن مؤيدي الرأي الذهبي، ويذهب آخرون بأنها ولدت سنة 7 هـ، وفريق آخر يذهب بأن أم كلثوم ولدت عام 9 هـ أو 10 هـ. في المدينة المنورة.

## حياتها
بحسب أغلب المصادر أن أم كلثوم تزوجت من عمر بن الخطاب، وورد أن زواجهما كان في السنة السابعة عشرة للهجرة، وجاء في كتاب الطبقات الكبير أن عمر بن الخطاب تزوجها، فأنجبت له زيد بن عمر، ورقية بنت عمر، وأن بعد ذلك خلف عليها عون بن جعفر بن أبي طالب فتوفي عنها، فخلف عليها أخوه عبد الله بن جعفر بن أبي طالب بعد أختها زينب بنت علي بن أبي طالب، ولم تلد لأحد منهم شيئًا. وأنكر هذا الزواج بعض علماء الشيعة.

## قول الشيعة فيها
يدعي بعض الشيعة أنَّ أم كلثوم مُجرد كُنية لِزينب بنت علي بن أبي طالب وفاطمة الزهراء وأنَّ فاطمة ولدت فقط الحسن والحُسين والمحسن وزينب فقُتِل المحسن وبقى الثلاثة. ويعد علماء الشيعة أن الدليل على عدم وجود أم كلثوم هو عدم وجود ترجمة واضحة لحياتها وحياة ولديها زيد ورقية، ويزعمون أنَّ القصاصون أرادوا رأب هذا الشرخ الكبير فقالوا وقع عليها حائط وماتت، وعندما سألوهم عن زيد توقفوا ثم قالوا بوقوع حائط عليه أيضًا، لكن رقية بقيت دون ترجمة على حد تعبيرهم.
وقد أثبت بعض علماء الشيعة أنها غير زينب وأنها زوجة عمر بن الخطاب، فقد روى محمد باقر المجلسي عن عمار بن ياسر قال: «أخرجت جنازة أم كلثوم بنت علي وابنها زيد بن عمر، وفي الجنازة الحسن والحسين عليهما السلام.» وروى أحمد النراقي قال: «ماتت ام كلثوم بنت علي (عليه السلام) وابنها زيد بن عمر بن الخطاب في ساعة واحدة لا يدري أيهما هلك قبل، فلم يورث أحدهما عن الآخر، وصلي عليهما جميعا» وقال علي الشهرستاني في كتاب (زواج أم كلثوم): «ذهب إلى هذا الرأي السيّد المرتضى (ت 436) في كتابه الشافي، وتنزيه الأنبياء، والمجموعة الثالثة من رسائله. وفي بعض روايات وأقوال الكليني (ت 329) في الكافي، والكوفي (ت 352) في الاستغاثة، والقاضي النعمان (ت 363) في شرح الأخبار، والطوسي (460) في تمهيد الاُصول والاقتصاد والطبرسي (ت 548) في إعلام الورى، والمجلسي (ت 1111) في مرآة العقول وبحار الأنوار، وغيرهم.»

## في كربلاء
هناك خلاف في حضور أم كلثوم معركة كربلاء، وذهب البعض إلى أنها توفيت هي وابنها زيد في وقت واحد وذلك في المدينة المنورة في عهد الحسن والحسين، إلا أن هناك من أنكر هذا، وهناك عدة روايات تؤكد حضور أم كثوم كربلاء منها:
- أن الحسين لما نظر إلى اثنين وسبعين رجلا من أهل بيته صرعى، التفت إلى الخيمة ونادى: «يا سكينة! يا فاطمة! يا زينب! يا أم كلثوم! عليكن مني السلام».[39][40][41]
- ثم نادى الحسين: «يا أم كلثوم، ويا سكينة، ويا رقية، ويا عاتكة، ويا زينب، يا أهل بيتي عليكن مني السلام، فلما سمعن رفعن أصواتهن بالبكاء».[42][43]
- ثم قال - الحسين: «يا أختاه يا أم كلثوم، وأنت يا زينب وأنت يا فاطمة وأنت يا رباب انظرن إذا أنا قتلت فلا تشققن على جيبا ولا تخمشن على وجها ولا تقلن هجرا».[44]
- ووضعت أم كلثوم يدها على أم رأسها ونادت: «وا محمداه، وا جداه، وا نبياه، وا أبا القاسماه، وا علياه، وا جعفراه وا حمزتاه، وا حسناه، هذا حسين بالعراء، صريع بكربلا، مجزوز الرأس من القفا، مسلوب العمامة والرداء، ثم غشي عليها».[45]

## خطبتها في الكوفة
ذكرت بعض المصادر أن أم كلثوم خطبت في الكوفة وقالت:
| أم كلثوم بنت علي | يا أهل الكوفة سوأة لكم ما لكم خذلتم حسينا وقتلتموه وانتهبتم أمواله وورثتموه وسبيتم نسائه ونكبتموه، فتبا لكم وسحقا، ويلكم أتدرون أي دواه دهتكم وأي وزر على ظهور كم حملتم وأي دماء سفكتموها وأي كريمة أصبتموها وأي صبية سلبتموها وأي أموال انتهبتموها. قتلتم خير رجالات بعد النبي صلى الله عليه وآله وسلم ونزعت الرحمة من قلوبكم ألا إن حزب الله هم الفائزون وحزب الشيطان هم الخاسرون، ثم قالت: قتلتم أخي صبرًا فويل لأُمّكمستجزون نارًا حرّها يتوقّدسفكتم دماء حرم الله سفكهاوحرّمها القرآن ثمّ محمّدألا فابشروا بالنار إنّكم غدًالفي سقر حقًّا يقينًا تخلدواوإنّي لأبكي في حياتي على أخيعلى خير من بعد النبي سيولددمع عزيز مستهل مكفكفعلى الخدّ منّي دائمًا ليس يحمد قال الراوي: فضج الناس بالبكاء والنوح ونشر النساء شعور هن ووضعن التراب على رؤوسهن وخمشن وجوههن وضربن خدود هن ودعون بالويل والثبور وبكى الرجال ونتفوا لحاهم فلم ير باكية أكثر من ذلك اليوم. | أم كلثوم بنت علي |

## رجوعها للمدينة
فحين توجهت أم كلثوم إلى المدينة، جعلت تبكي وتقول:

## وفاتها والمدفن
اختلف في تحديد زمن وتاريخ وفاتها، هناك أقوال:
- المدينة المنورة: ذهب البعض بأنها توفيت هي وابنها زيد في وقت واحد،[36][37][38] إثر مرض أصابهما، أو أن عبد الملك بن مروان سمهما فماتا وذلك أنه قيل لعبد الملك: هذا ابن علي وابن عمر، فخاف على ملكه، فسمهما،[48] وصلى عليهما عبد الله بن عمر. وذلك في المدينة المنورة ودفنت في البقيع، وعن عمار بن ياسر قال: «أخرجت جنازة أم كلثوم بنت علي وابنها زيد بن عمر، وفي الجنازة الحسن والحسين عليهما السلام وعبد الله بن عمر وعبد الله بن عباس وأبو هريرة فوضعوا جنازة الغلام مما يلي الامام والمرأة وراءه وقالوا: هذا هو السنة».[49] وروى الدارقطني: حدثنا أبو بكر، حدثنا بحر، حدثنا ابن وهب، أخبرني عبد الله بن عمر بن حفص: «أن أم كلثوم وابنها زيد بن عمر بن الخطاب هلكا في ساعة واحدة، لم يدر أيهما هلك قبل فلم يتوارثا».[50] ويرى آخرون بأنها حضرت كربلاء وعادت بعد ذلك للمدينة المنورة حيث توفيت فيها ودفنت في البقيع.[2][51]
- دمشق: حيث يروى بأنها توفيت بدمشق، وينسب لها مقامان أو ثلاث، وذكر ياقوت الحموي، وابن عساكر،[36] وابن جبير، وابن بطوطة،[52] بأن هناك قبر وضريح ومقام لها في قرية راوية، وهو المشهور بــ«حرم السيدة زينب»،[53] وقيل بل دفنت في «مقبرة الباب الصغير»،[54] ولها ضريح هناك.[55]
- القاهرة: يروى البعض بأنها توفيت في مصر بمدينة القاهرة ودفنت في المسجد المعروف بــ«مسجد السيدة زينب».[56]

## شعر فيها
قال الشاعر: